# هاربینجر (دی‌سی کامیکس)
هاربینجر (به انگلیسی: Harbinger) با نام اصلی لایلا مایکلز، یک شخصیت خیالی ابرقهرمان در کتاب‌های کامیک آمریکایی منتشر شده توسط دی‌سی کامیکس است. شخصیت هاربینجر توسط نویسنده مارو وولفمن و طراح جرج پرز خلق شده است که برای اولین بار در شمارهٔ ۲ از نخستین نسخه مجموعه تایتان‌های نوجوان جدید (ژوئیه ۱۹۸۳) حضور پیدا کرد. هاربینجر نقش دستیار شخصیت مانیتور، مخلوقی ماورای ابعاد را ایفا می‌کند، که از او برای جمع‌آوری و ثبت اطلاعات دربارهٔ موجودات ابرقدرت در سراسر گیتی/مولتیورس برای مقابله با آنتی-مانیتور استفاده می‌کند.
هاربینجر به عنوان یک شخصیت دوره‌ای در مجموعه‌های تلویزیونی شبکهٔ سی‌دابلیو شامل ارو و فلش، با نقش‌آفرینی آدری مری اندرسون ظاهر شد. همچنین لایلا مایکلز در فیلم سوپرمن/بتمن: آخرالزمان (۲۰۱۰) با صداپیشگی ریچل کوئنتنس حضور دارد.

## زندگینامه ساختگی شخصیت
لایلا به عنوان دختری جوان و یتیم توسط مانیتور در وسط اقیانوس اطلس و چسبیده به لاشهٔ شناور کشتی تخریب شده پیدا شد. او که در حال اسکن کره زمین، برای فراهم‌سازی دفاعی جهان در برابر رخدادی با عنوان بحران در زمین‌های بی‌نهایت بود، کشتی‌اش به موجب طوفانی شدید غرق شد. این دختر جوان توسط مانیتور نجات پیدا کرد و به ماهوارهٔ مرموز او آورده شد. مانیتور لایلا را به عنوان دستیارش بزرگ کرده و آموزش داد و این کودک زاده زمین به مدت بیست سال سوار بر ماهوارهٔ او به سر برد، که در سراسر این جهان و جهان‌های دیگر، در زمان گذشته، حال و آینده‌های دور دست در حال حرکت بود. در طول سال‌های سفر، لایلا دریافت که او قرار است با گرد آوردن جنگجویانی با قدرت‌های ابر انسانی برای مانیتور به منظور نبرد نهایی در برابر شخصیت شیطانی آنتی-مانیتور، به او کمک کند.
بدین منظور، لایلا به محفظه‌ای ویژه شبیه به زِهدان وارد می‌شد که به او قدرت‌های زیادی اعطا می‌کرد که از بزرگ‌ترین این قدرت‌ها می‌توان به توانایی تکثیر خویش به تعداد مورد نیاز اشاره کرد. در این روند بدن اصلی لایلا در دستگاه ویژهٔ مانیتور باقی می‌ماند و نسخه‌های تکثیر شده در مجموع خود را با نام هاربینجر خطاب می‌نمودند. پس از بحران و مرگ مانیتور، هاربینجر نقش بسزایی در رویدادهای هزاره و همچنین به عنوان یکی از اعضای گروه نگهبانان جدید (که اکنون از بین رفته) ایفا کرد. مدتی بعد توسط آمازون‌های جزیرهٔ تمیسکیرا، به هاربینجر پیشنهاد عضویت و تبدیل به مورخ رسمی آن‌ها داده شد. در طی این زمان او همچنین سوپرگرل را ملاقات کرد و با او دوست شد. او زمانی که دارک‌ساید فرمان حملهٔ مخلوقاتی شبیه به دومزدی را به سواحل تمیسکیرا داد، در تلاشی ناموفق برای نجات سوپرگرل بدست زنان فیوری کشته شد. اما مجدداً در کمیک‌های «تاریکترین شب» حضور پیدا کرد.